# 셰이민
셰이민(중국어 간체자: 谢依旻, 정체자: 謝依旻, 병음: Xiè Yīmín, 1989년 11월 16일 먀오리 현 먀오리 시 ~ )은 타이완 출신의 바둑 기사이며, 하카계 출신이다. 일본기원 도쿄 본원 소속이다.

## 약력
- 1989년 11월 16일 중화민국 먀오리 시 태생
- 2004년 4월 입단.(14세 4개월 최연소 입단)
- 2006년 여류최강전 우승(생애 첫 우승, 17세 1개월 여류 최연소 우승기록)
- 2007년 여류본인방전 우승 - 17세 11개월로 여류본인방 최연소 기록
- 2008년 제21기 여류명인전 우승, 제27기 여류본인방전 우승(대 스즈키 아유미 3:1)
- 2009년 제29기 여류본인방전 우승(대 아오키 기쿠요 3:1)
- 2010년 상금 랭킹으로 5단으로 승단, 광저우 아시안게임 여자단체전 동메달(대만 대표)
- 2011년 제30기 여류본인방전 우승 (대 무카이 치아키 3-1) 5연속 우승 달성에 의한 자격으로 명예 여류 본인방(名誉女流本因坊) 칭호획득
- 2012년 제24기 여류명인전 우승 (대 무카이 치아키(向井千瑛) 2-0), 5연속 우승 달성에 의한 자격으로 명예 여류 명인(名誉女流名人) 칭호획득, 제31기 여류본인방전 우승 (대 오쿠다 아야(奥田あや) 3-0 6연패)
- 2013년 제16기 여류기성전우승 (대 아오키 기쿠요(青木喜久代) 2-0), 제25기 여류명인전 우승(대 오쿠다 아야(奥田あや) 2-0 6연패), 6단 승단
- 2014년 제17기 여류기성전우승 (대 아오키 기쿠요(青木喜久代) 2-0 2연패), 제26기 여류명인전 우승(대 가토 키이코(加藤啓子) 2-1 7연패)
- 2015년 제18기 여류기성전우승 (대 고시니 가즈코(小西和子) 2-0 3연패),제27기 여류명인전 우승(대 스즈키 아유미 6단 2-0 8연패), 제34기 일본 여류본인방전 우승(대 후지사와 리나 3단.3-2 , 2011년 이후 4년만에 일본 여류대회 전관왕)
- 2016년 제19기 여류기성전 우승(대 요시하라 유카리(吉原由香里) 2-0, 4연패),제28기 여류명인전 우승(아오키 기쿠요(青木喜久代) 8단, 2-1 9연패)
- 2016년 제35기 여류명인전 준우승(후지사와 리나 3단, 1-3)
- 2017년 제20기 여류기성전 우승(대 뉴 에이코 2-0, 5연패(명예여류기성(名誉女流棋聖)칭호 획득), 일본 바둑 사상 3대 여류기전 명예칭호 달성, 제2회 여류최강전 준우승, 제36기 여류본인방전 우승(대 후지사와 리나 3단 3-2)
- 2018년 제21기 여류기성전 준우승(대 우에노 아사미 0-2),제5회 아이즈중앙병원배 여류바둑토너먼트 준우승(상대 후지사와 리나 4단 1-2), 제37기 일본 여류본인방전 준우승(대 후지사와 리나 4단 1-3),♦ 12년만에 무관
- 2019년 제31기 여류명인전 준우승(대 후지사와 리나 1-2), 제4회 선흥배 여류최강전 준우승
- 2021년 7단 승단
- 2022년 제4회 센코컵 월드바둑여류최강전 4위